# Christiane Zimmer
Christiane Zimmer, geboren als Christiane von Hofmannsthal (* 14. Mai 1902 in Wien; † 5. Januar 1987 in New York), war eine österreichisch-amerikanische Sozialwissenschaftlerin. Sie war die einzige Tochter des Dichters Hugo von Hofmannsthal.

## Leben
Christiane von Hofmannsthal, geboren als Christiane Maria Anna Katharina Pompilia Petronilla Augusta von Hofmannsthal, wuchs mit ihren Brüdern Franz (1903–1929) und Raimund (1906–1974) in Rodaun, damals einem Vorort von Wien, auf. Dort hatten die gutsituierten Eltern ein Barockschlösschen gemietet, das als Hofmannsthal-Schlössl bekannt wurde. 1928 heiratete die junge Frau und Studentin den Indologen Heinrich Zimmer (1890–1943), mit dem sie in Heidelberg lebte. 1929 erschoss sich ihr Bruder Franz im Alter von 26 Jahren. Zwei Tage nach dessen Suizid starb ihr Vater an einem Schlaganfall, als er zur Beerdigung seines Sohnes aufbrechen wollte. 1938 musste die Familie in die Emigration gehen, das Familienvermögen wurde von den Nationalsozialisten beschlagnahmt. Ihre Mutter Gertrud (Gerty) von Hofmannsthal (1880–1959) lebte ab Juli 1939 in Oxford und wurde später britische Staatsbürgerin. Im gleichen Jahr heiratete Bruder Raimund seine zweite Frau Lady Elizabeth Paget aus dem britischen Adel und blieb auf der Insel. 1940 emigrierte Zimmer mit ihrem Ehemann in die USA. Dieser hatte in Heidelberg aufgrund „jüdischer Versippung“ seine Lehrbefugnis verloren und wurde auch verfolgt.
Sie arbeitete anfangs als Sozialarbeiterin in New York, studierte später Sozialwissenschaften an der Columbia University, und wurde danach Assistant Professor an der katholischen Fordham University. 1943 starb Heinrich Zimmer an einer Lungenentzündung. Ihr Wohnhaus im New Yorker Stadtteil Greenwich Village blieb, auch nach dem frühen Tod ihres Mannes, beliebter Treffpunkt amerikanischer und europäischer Künstler und Intellektueller. Persönlichkeiten wie Hannah Arendt, Hans Magnus Enzensberger oder Max Frisch verkehrten dort. Mit dem Intellektuellen und Wissenschaftler Werner Vordtriede verband sie eine langjährige Freundschaft, mit ihm unternahm sie auch mehrere Forschungsreisen. Mit dem britisch-amerikanischen Dichter W. H. Auden pflegte sie sowohl in New York City als auch in Auden's österreichischem Wohnsitz Kirchstetten Kontakt.
Durch Hofmannsthal-Tantiemen kam Christiane Zimmer zu spätem Wohlstand. Sie starb 1987 in New York und wurde im Familiengrab der Familie Hofmannsthal in Wien-Rodaun bestattet.

## Veröffentlichungen
- Ein nettes kleines Welttheater. Briefe an Thankmar Freiherr von Munchhausen, S. Fischer, Frankfurt am Main 1995, ISBN 978-3-10-031554-0.